# إنزو رييل
إنزو رييل (7 أكتوبر 1991 في فرنسا ) (بالفرنسية: Enzo Reale)‏ هو لاعب كرة قدم فرنسي في مركز الوسط. شارك مع منتخب فرنسا تحت 17 سنة لكرة القدم ومنتخب فرنسا تحت 18 سنة لكرة القدم ومنتخب فرنسا تحت 19 سنة لكرة القدم ومنتخب فرنسا تحت 20 سنة لكرة القدم. أما مع النوادي، فقد لعب مع أولمبيك ليون ونادي أرليه أفينيون ونادي بولون ونادي كليرمونت 63 ونادي لوريان.

## وصلات خارجية
- إنزو رييل على موقع الاتحاد الأوربي (الإنجليزية)
- إنزو رييل على موقع رابطة كرة القدم الفرنسية للمحترفين (الإنجليزية)
- إنزو رييل على موقع قاعدة بيانات كرة القدم.إي يو (الإنجليزية)
- إنزو رييل على موقع ليكيب (الفرنسية)
- إنزو رييل على موقع Soccerway.com (الإنجليزية)
- إنزو رييل على موقع AS.com (الإسبانية)